# 未成年懷孕
未成年懷孕（也称青春期妊娠）是指未達當地法定成年標準的少女有了身孕，女性只要在開始排卵之後有進行性行為就有可能懷孕，未成年懷孕多半是在第一次月經之後，但也有可能在第一次月經之前就懷孕的例子。若女性的營養充足，第一次月經一般出現在12歲或是13歲。未成年懷孕若是非預期懷孕，通常是因為少年及少女對性知識不足（例如不知道性行為可能會導致懷孕，及避孕觀念不正確等），或者在雙方未有深思熟慮的情況下發生性行為後所造成的結果。不過也有可能是因為少女遭男性強暴或性侵害所導致之懷孕。不過也有一些國家或是文化的結婚年齡較早，因此在成年之前就結婚且懷孕的情形。
未成年的孕婦會面對許多其他孕婦也遇到的問題，不過若孕婦年齡小於20歲，因為其身體尚未發育完全，可能無法在妊娠過程中維持胎兒健康，或無法順利分娩，因此會有其他的問題。若是孕婦年齡在15歲至19歲之間，此年齡懷孕對其身體的影響會小一些，但對孕婦社會經濟的因素會比較大。未成年懷孕的相關風險有出生體重不足、早產、贫血及妊娠毒血症，甚至在控制其他風險因素後（例如有進行產前護理）仍然會出現。
在已開發國家，未成年懷孕常會視為社會問題的一環，未成年懷孕者及其也可能和其他社會問題有關，例如低教育程度、貧窮等。帶著小孩的未成年媽媽在生活也格外的辛苦。在已開發國家中，若是未婚的未成年懷孕，在一些社群及文化下會是社會恥辱，也因此可能會出現像是殺嬰或者棄嬰之類的案例。
相反的，開發中國家的未成年懷孕較可能是在已婚的情形下懷孕，懷孕比較受到家庭及社會的歡迎，不過太早懷孕還是會伴隨營養不良及其他的健康問題。
若同時用性教育的介入以及提倡生育控制，可以減少未預期未成年懷孕的風險。全球的開發中國家中，每年有7300萬的女性是在20歲以前分娩。若再考慮懷孕但中止妊娠的個案，未成年懷孕的人數會更多。

## 定義
在未成年懷孕的統計資料中，母親的年齡不是以受孕時的年齡來判斷，而是以妊娠結束時的年齡為準，因此若少女是在十九歲時懷孕，但生產時已滿二十歲，可能不會納入未成年懷孕的統計資料中。有關母親的結婚狀態也是以妊娠結束時是否結婚為準，不是以受孕時的婚姻狀態為準。

## 影響
青少年懷孕会使年輕女性面臨健康、經濟、社會、財務問題的風險。联合国人口基金認為：「15歲以下少女的懷孕有不可彌補的後果。這違反了少女的權益，在性健康及生殖健康上都有會危及生命的影響，也提高了群體發展的成本，更會使貧窮循環持續的存在。」健康上的影響包括在生理上尚未預備好懷孕以及養育子女，會造成併發症以及營養不良。在低收入或中等收入的國家，15歲以下少女懷孕的產婦死亡風險較二十多歲才懷孕的死亡風險要高。未成年懷孕使得少女被迫輟學，會影響少女的教育，威脅其未來的機會以及經濟上的前景。
多份研究調查了青少年懷孕和養育的社會經濟，醫療和心理影響。青少年母親及其子女的生活指標會受許多因素的影響；而貧困程度或社會支持之類的因素可能比母親的生育年齡更重要。目前已經提出了許多為了減緩青少年懷孕負面問題的解決方案。青少年父母如果可以依靠家庭和社區支持，諸如受惠於社會服務和協助育兒，則更有可能繼續接受教育、畢業並獲得符合學位的高薪工作。
联合国人口基金認為解決未成年懷孕需要一個全面的方法。這意味著不要著眼於改變女孩的行為，而是要解決青少年懷孕的根本原因，如貧困、性別不平等、社會壓力和脅迫。這種做法應該包括「為所有青少年提供適合的性教育、發展女孩的教育，防止童婚、性暴力和脅迫、藉由賦權女孩與約束男人、男孩與青少年群體以建構性別平等社會，提供性別與生殖健康資訊和服務給青少年諮詢與協助其抉擇」。
根據2011-2013年的相關資料，在美國超过三分之一的高中學生有过性行為，其中約有79％的女性使用了節育措施。

### 對未成年媽媽

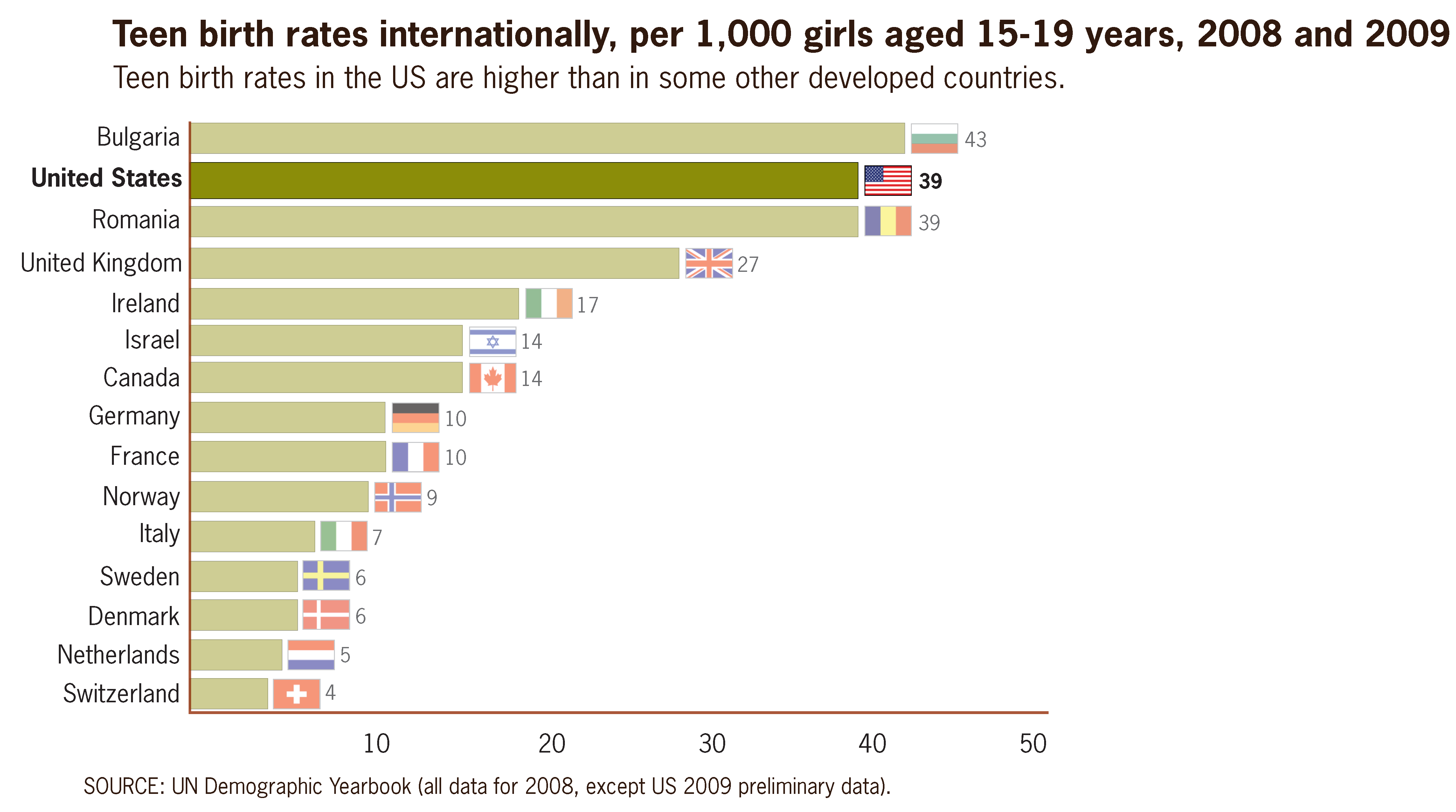
2008年國際的未成年少女懷孕率，以每一千名15至19歲的少女懷孕人數為準。在已開發國家中，美國及英國的未成年懷孕比率高居前幾名

即使身處先進國家，身為未成年媽媽將可能影響其學業。經統計，未成年懷孕者比較容易自高中退學，然而最近的研究顯示其中有許多人其實在懷孕之前就已經退學了。不過相較於懷孕已退學者而言，若是懷孕時仍在就學者，最後完成學業的比例較高。一項2001年的研究表明，與等到30歲才生第一胎的女性相比，只有10%~12%的未成年媽媽能夠完成中等教育，另14%~29%的未成年媽媽能夠完成高等教育。在工業化國家，未成年媽媽的就業以及社會地位也會受影響。只有不到1/3的未成年媽媽能獲得育兒補助，因此大幅增加了轉向政府機構求援的可能性，早期生育與無法完成高中學業的交互影響也減少了許多年輕女性的就業機會。另一項研究表明，在1988年時，有60%的未成年少女生產時是處於貧窮狀況；進一步的研究顯示，有接近50%的未成年媽媽在小孩5歲前會尋求社會救助。而依據一項在英國對100名未成年媽媽進行的調查結果，只有11人有工作，另89人則處於失業狀態；事實上，在英國絕大部分的未成年媽媽生活在貧困當中，所得甚至只有接近最低收入階層的一半，未成年孕婦或是未成年媽媽自殺的比率較同年齡者高出7倍。英國艾塞克斯大學社會及經濟研究所John Ermisch教授以及南安普敦大學的性別健康中心主任Roger Ingham醫師發現，將未成年媽媽與其他同樣社經狀況不佳的女性檔案相比較之下，由於學習經驗不佳和升學意願薄弱，二者能夠獲得改變生活機運的機會其實差異甚微。
有些研究指出，未成年媽媽事實上會比年輕而經濟狀況不佳的女性更有金錢觀念。例如於2005年由杜克大學經濟學家Joseph Hotz及同事所公布的長期研究結果顯示，比起經濟狀況均處貧困但在20幾歲才生育的女性相比，未成年媽媽到了35歲時賺更多錢、繳更多稅，而且大多比較不容易陷於貧窮，也較不需要社會救助。而未成年媽媽若能在20歲至30歲初期免於照顧子女而追求職涯發展時，自然會較較晚生育但卻必需因照顧年幼子女而無法外出工作的貧困女性賺更多錢、繳更多稅，而不是領取社會福利金。2008年時由美國聯邦政府所作的「小孩養小小孩」（Kids Having Kids）調查報告中也揭示了類似的調查結果，不過該報告僅認為「就整體經濟富裕程度而言，青少年時期即成為子女撫育者的人，比起情況類似但較晚才生育子女的人而言，會稍微好一點。」。
根據美國國家防止未成年懷孕運動的統計，將近有1/4的未成年懷孕者在2年內會再次懷孕，未成年懷孕生子將會大幅提高從高中輟學的機會，而且有將近一半的人需倚賴社會扶助。由於未成年懷孕通常在前幾個月會密而不宣，將造成母親缺乏適當的孕期照顧及檢查，並可能對胎兒帶來危險的影響。決定未成年媽媽是否更可能在短時間內再度懷孕生子的因素有二：教育程度與是否因此結婚。如果未成年媽媽或她的父母的教育程度愈高，則再度懷孕的可能性愈低；但如果未成年媽媽因懷孕而結婚時，則可能性愈高。

### 對小孩
未成年的媽媽會影響嬰兒的心理社會發展，嬰兒比較容易在發育未完全成熟時出生，因此出生體重較輕，比較容易誘發其他長期的疾病。未成年媽媽的子女在智力、語言以及社會-情緒發展上遲緩的風險較高。未成年媽媽的子女出現發展障礙及行為問題的比例也有增加 。有研究推測，青少年媽媽可能比較少用觸碰、微笑或語言等方式表達對嬰兒的愛意，並提供刺激，或是較少覺察及接納嬰兒的需要。另一個研究指出，有較多社會支持的媽媽也比較不會對小孩生氣，也比較不會只用惩罚來對待小孩
也有研究注意到未成年媽媽的子女會有成绩較差的情形，其中不少的程度會落後一個年級水準，標準測驗的分數較低，也有未能完成中學學業的程度。未成年媽媽的女兒以後也成為未成年媽媽的比例較高，未成年媽媽的兒子以後入獄的比例是其他男性的三倍。

### 醫療
未成年懷孕或未成年媽媽的母子健康是特別需要加以關心的問題。經統計，未成年懷孕而早產或是生下低體重兒的機會在全世界都較已成年的產婦要高。在印度西孟加拉邦的鄉村醫院，年齡介於15至19歲的未成年媽媽比起在20至24歲始生育者更容易發生貧血、早產或是生下低體重兒。
研究指出，未成年懷孕者較不常接受孕期照護，就算有，通常也是到了懷孕後期的第6到9個月才會尋求幫助。一項由古特馬赫研究學會（Guttmacher Institute）作成的報告稱，1/3的未成年懷孕者所接受的孕期照護不足，而且比起較晚生育的婦女，她們的子女在孩提時期比較容易發生健康問題或是因病而需要住院治療。
若未成年懷孕者是美國的拉丁裔，由於此族群是在美國最少投保健康保險的族群，所以在接受健康照護時會遇到許多障礙。將能接受高品質孕期照護的年輕媽媽與沒有孕期照護的媽媽相比，前者所生的子女會健康許多。許多未成年媽媽的健康問題，是肇因於沒有機會接受適當的醫療照護。
許多未成年懷孕者因為飲食習慣不佳而身處營養不良的風險當中，例如青少年常會節食減肥、不吃肉類、追求時下流行的飲食、吃零食或速食。在開發中國家，未成年懷孕者的孕期營養不均衡是應該被更重視的問題。每年估計有7000名的未成年少女因懷孕的併發症而過世。年輕媽媽與其子女也暴露在接觸HIV的高風險下。世界衛生組織估計在15至19歲就懷孕的女性比起到20至24歲才懷孕的女性，前者因懷孕而死亡的風險程度高出2倍；若是早在10至14歲就懷孕時，死亡的風險更是高達5倍。在撒哈拉沙漠以南的非洲地區等地，非法墮胎對未成年懷孕者也造成了許多危險。
15歲以下的未成年懷孕者於生產時因其骨盆尚未發育完整，將導致難產並提高發生分娩併發症的機率。在已開發國家，對於難產正常可以剖宮產方式處理，但在開發中國家則可能沒有相關的醫療人員及設備，而導致母親發生子癇前症、生產性瘻管，甚至胎兒或母親死亡。不過對於15歲以上的未成年懷孕者，年齡本身並非危險因子，無法順產較可歸因是社會經濟而非生理因素。

## 危險因子

### 文化
在有女性早婚傳統且被鼓勵盡早生育的社會未成年懷孕的比例較高。舉例來說，薩哈拉以南的國家將未成年懷孕視為一種祝福，因為那證明年輕女性擁有生育力。在未成年婚姻普遍的國家，未成年懷孕的比例自然也較高。而在印度次大陸地區，傳統部落社會的未成年結婚及懷孕情形較都市地區常見。未成年懷孕的原因之一是缺乏從父母、學校或其他管道獲得安全性行為的知識，許多青少女也未被教導如何避孕，以及當她們在心理、生理或避孕措拖還沒準備好前，應該如何拒絕同儕無理的性要求。許多未成年懷孕者甚至對於性行為的本質毫無認識
金錢也是會影響是否決定懷孕生子。在孩童很早就會被安排去工作的國家，能夠賺到錢這件事提供了他們願意多生子女的經濟上誘因。
在未成年婚姻比較少見的社會（例如許多已發展國家中），太早發生第一次性行為，以及未避孕（或是未每次避孕、不正確的避孕與採用高失敗率避孕的方式）則可能是未成年懷孕的主因。大多數發生在已發展國家的未成年懷孕似乎多是出於意外。許多西方國家已經將性教育納為教學的一環，主要目的是希望減少未預期懷孕及防治性病；而未成年生子比例較低的國家則是在接受青少年也會有性需求、性關係的前提下，提供有關性行為的全面且性別平等的相關資訊。

### 其他家庭成員
未成年懷孕及未成年就成為媽媽會影響弟弟及妹妹。有研究發現未成年媽媽的妹妹比較不會強調教育及有工作的重要性，比較會接受在較年輕時有性行為、成為人母以及結婚。弟弟也有類似的問題，比較會容許非婚生子女或是早早成為人父，也比較容易有高風險行為。若未成年媽媽的妹妹幫助照顧小孩，其自身未成年懷孕的風險也會提高。家中的姊妹們若有一個姊姊有了小孩，其父母容許其他女孩有小孩的可能性也會提高。若家中有姊姊在未成年時成為媽媽，妹妹未成年懷孕的可能性從1/5上昇到2/5。

### 性行為
有論文針對四十五個國家進行調查，其中20歲至24歲男性中，大部份的第一次性行為是在20歲生日之前。西方已開發國家男性的第一次性行為要比未開發國家或是文化上較保守國家（例如次撒哈拉非洲以及亞洲一些地方）的男性要來的早。
在2005年恺撒家庭基金会針對美國青少年的研究中，受訪的青少年中.，有29%會面臨需要有性行為的壓力，在有活躍性行為的青少年中，有33%認為 "所處的關係中，往性行為上進展的速度太快了"，有24%曾經 "在其實不情願的情形下發生了性行為"。許多調查指出同儕壓力是促使青少年發生性行為的原因之一。青少年性活動的增加，其影響是未成年懷孕及性傳染病的增加。

### 藥物及酒精的影響
戒毒及戒酒有可能促使意外的性行為發生。但不確定是青少年因為直接受藥物影響而想要嘗試高風險的性行為，或是因為有施用藥物習慣的青少年本來就比較熱衷於性行為。二者統計相關不表示有因果關係。和未成年懷孕的關係最明顯的藥物有酒精、大麻、MDMA及安非他命類藥物。和未成年懷孕的關係最不明顯的藥物為鴉片類藥物，例如海洛因、嗎啡及可待因酮，這類藥物的主要效果之一是降低性冲动，青少年鴉片使用者懷孕比例比未使用的青少年要低，也比使用酒精、MDMA、大麻及安非他命的青少年要低。

### 早熟
早熟的少女比較可能在年齡更小的時候就發生性行為，並將自己置於更高的未成年懷孕風險中。

### 缺乏避孕知識或方法
未成年青少女可能缺乏對常見避孕方法的知識或是取得途徑，因為她們可能會感到尷尬或害怕而無法接觸這些資訊。設法為未成年青少女避孕對臨床醫師而言是莫大的挑戰，1998年英國政府立下了在2010年前要將18歲以下青少女懷孕的比例降低一半的目標，且設立了「青少女懷孕行動計畫」（TPS）以達成此目標，然而青少女懷孕比例雖曾下降，但在2007年又微幅上升至41.7‰。青少女經常認為避孕就是服用「事後藥」或是使用保險套，對於其他的避孕方式了解甚少；而且會強烈的受到從她們的朋友或是媒體處所獲得的錯誤、轉述的避孕方法所影響。特別難以克服的是對於避孕方法的偏見，女性會過度擔心服藥會有副作用，例如體重增加以及長粉刺等。這通常會讓女性不想服藥，許多人每個月會少服3次以上，而在青少女群體當中數字可能會更高。在重新開始服藥時，避免為人所知、藥物的交互作用及難以取得長期處方等因素都會導致避孕失敗
在美國，根據2002年家庭數成長普查報告，有性行為而希望避孕的青少女跟年齡較大的女性相比，前者較不會真的採取避孕手段（據統計15至19歲的青少女中有18%未避孕，但15至44歲的青少女及女性中則只有10.7%）。超過80%的未成年懷孕都是意外懷孕 超過半數的意外懷孕肇因於未避孕，其餘大多數則是因未持續或不正確的避孕。依據1996年間由「Seventeen」這本雜誌所進行的調查，有性經驗的年輕女性中，有23%的人承認曾經與未戴保險套的男性發生無防護的性行為；另一本雜誌「PARADE」在隔年所作的調查則顯示有70%的少女承認羞於購買避孕藥物或是向醫師諮詢。
在美國，「全國青少年健康縱向研究」在1995年訪談了1027位介於7至12年級的少女，以比較白種人、黑人及西班牙裔少女在從事性行為時會避孕的比例高低。結果有36.2%的西班牙裔少女表示她們從未避孕，高於黑人少女的23.3%以及17%的白種人少女。
在一項於2012年進行的研究中，曾經訪談了超過1000名的女性，以試圖找出女性未避孕的原因。統計結果後，幾乎有半數接受訪談的女性在3個月內曾經從事不安全性行為。她們提出了3個未避孕的主要因素：取得避孕方式有困難（最常見的因素）、一時興起以及誤認「這樣不會懷孕」。
在另一個由古特馬赫研究學會進行的研究中，研究人員從比較的角度發現美國的未成年懷孕比例與一般人初始可能會做的假設類似。研究結果認為：「既然瑞典、法國、加拿大、英國及美國人開始性行為的年齡和程度都很近似，則美國的高未成年懷孕比例主要可應可歸咎於從事性行為的青少女較少使用避孕方法，或是使用比較可能失敗的避孕方法。」因此，富裕國家間未成年懷孕比例的差異大部分可追溯到與避孕方式有關的議題上。而另一份報告顯示，尋求墮胎的英國青少女中，有避孕的比例大致與成年女性相同。
在其他的案例中，只單純的採用避孕措施已被證明並不足夠。沒有性經驗的青少年可能不正確的使用保險套、忘記服用避孕藥，或是沒有使用之前選擇的避孕方式。青少年的避孕失敗率比成人要高，尤其是經濟狀況不佳者對於會忘記服用避孕藥或無法持續使用隔絕精液方式避孕的女性，採用一次可持續數個月或數年避孕效果的長效性避孕方式，例如宮內節育器、植入性避孕藥管、注射型避孕針劑（醋酸甲羥孕酮、複合藥物注射）是更為有效的方式。
根據2004年出版的女性健康百科記載，目前已開始透過家庭計畫服務及學校健康教育（例如HIV防治）持續更努力的提供避孕方式給青少年。

### 性虐待
南非的研究指出11–20%懷孕的少女是因為被強暴而懷孕，而60%未成年的媽媽在其懷孕前也有過非自願的性行為。女性若在15歲之前有第一次性經驗，其中主要都是非自願的。Guttmacher機構發現在15歲以前發生性行為的女性，有60%是被男性强迫下發生的，而男性平均比她大六歲。未成年的爸爸中有五分之一承認他們曾經強迫女性和他發生性行為。
多項研究指出，工業化國家中，兒童期的性虐待和未成年懷孕之間有強烈的相關性。未成年懷孕的女性中，有70%曾在兒童時被猥亵，相反的，沒有在未成年時懷孕的女性中，只有25%曾在兒童時被猥亵。
在有些國家裡，（未成年的）青少年和成人之間進行的性行為，在法律上不算是雙方同意的，因為青少年還不成熟，在是否要進行性行為的事上無法作出明智的決定。在這些國家，和青少年發生性行為視為法定强奸。相反的，在一些歐洲國家，只要青少年到達最低合法性同意年齡，他就可以和成人合法的發生性行為，因為　一般而言（不過仍有一些限制）到達最低合法性同意年齡表示已足夠成熟，有同意和其他也到達最低合法性同意年齡的人發生性行為的能力。因此法定强奸的定義就限制為與低於最低合法性同意年齡的人發生性行為。法定强奸的構成要素依司法管辖区而异。

### 約會暴力
研究指出青少年女性在受孕時常常是處在虐待的关系中，研究也指出知道懷孕一事往往會加劇男友的暴力或是控制行為。18歲以下的女性被孩子父親毆打的比例是18歲以上女性的二倍。英國研究指出在未成年時懷孕的女性中，有70%有經歷到青少年家庭暴力。美國的研究也有類似的結果。華盛頓州的研究發現70%的未成年媽媽曾被其男友毆打、51%有遇到試圖破壞生育控制的情形、21%有遇到其學業或工作被破壞的情形。
在一個針對379個懷孕或是已為人母的少女、及95個還沒有小孩的少女的研究中，其中11歲至15歲的少女中有62%正受到伴侶的家庭暴力，16歲至19歲的少女則有56%有此情形。而且有51%的少女表示其男友至少有一次試圖破壞其節育計劃。

## 社會和文化

### 政治
一些政治家譴責未婚青少年的懷孕是燒納稅人的錢，因為母親和孩子從政府獲得福利支付。

## 相關參見
- 五十歲以後的懷孕（英语：Pregnancy over age 50）
- 孕婦學校（英语：Pregnancy school）
- 生育脅迫（英语：Reproductive coercion）
- 青少年的性
- 性禁慾
- 单亲家庭
- 青少年婚姻
- 福利母亲（英语：Welfare mother）（领福利救济的母亲）
- 未婚懷孕
- 奉子成婚
- 